# Karl Rohr (Fußballspieler)
Karl Rohr (* 11. Juli 1954) ist ein ehemaliger deutscher Fußballspieler.

## Karriere

### Mit Lüttringhausen in die zweite Liga (1979–1985)
Zur Spielzeit 1979/80 erreichte der Mittelfeldspieler Rohr die Aufnahme in den Kader des TuS 08 Langerwehe, der damals in der drittklassigen Oberliga Nordrhein antrat. Er belegte mit der Mannschaft den fünften Tabellenrang und wurde 1980 vom Ligarivalen BV 08 Lüttringhausen aus Remscheid abgeworben. Damit hatte er einen ambitionierten Klub gefunden, der sich sofort in die Spitzengruppe einordnete und am Ende der Saison 1981/82 sogar den Aufstieg in die professionell ausgerichtete Zweite Bundesliga schaffte. Auch nach dem Aufstieg war Rohr weiterhin als unumstrittener Leistungsträger vorgesehen und kam zu seinem Profidebüt, als er am 7. August 1982 bei einem 4:2-Sieg gegen die SpVgg Fürth auf dem Platz stand; zu diesem Zeitpunkt war er bereits 28 Jahre alt. Er verpasste die nächsten zwei Jahre über keine einzige Partie und konnte mit seinen Teamkollegen 1983 die Klasse halten, wohingegen es ein Jahr später zum Abstieg kam. Damit musste er sich nach 76 bestrittenen Begegnungen ohne eigenes Tor aus der Zweitklassigkeit verabschieden. Dennoch blieb er seinem gleichzeitig in BVL 08 Remscheid umbenannten Verein treu, der sich in der Oberliga zwar wieder nahe der Spitze einfand, aber letztlich deutlich hinter dem Aufsteiger 1. FC Bocholt zurückblieb. Daraufhin kam es 1985 zu seinem Abschied aus Lüttringhausen.

### Kapitän beim MSV Duisburg (1986–1989)
1986 nahm Rohr ein Angebot des aus der zweithöchsten Spielklasse abgestiegenen MSV Duisburg an und übernahm bei dem Bundesliga-Gründungsmitglied sofort die Kapitänsbinde. An der Seite von Toni Puszamszies übernahm er Verantwortung für die Defensivabteilung der Meidericher. Zwar hatte das mit vielen Neuzugängen versehene Team den Abstieg gut verkraftet und fand sich sofort wieder oben ein, doch am Saisonende 1986/87 belegte ausgerechnet Rohrs Ex-Verein aus Remscheid den ersten Tabellenrang. So scheiterte der MSV am direkten Wiederaufstieg, konnte aber zumindest an der Deutschen Amateurmeisterschaft teilnehmen und erreichte bei dieser das Finale. Im Endspiel gegen die Amateure des FC Bayern München führte Rohr eine Mannschaft als Kapitän auf das Feld, die unter anderem mit Michael Tönnies und Thomas Strunz über Spieler verfügte, die sich später noch einen Namen in der Bundesliga machen würden. Auch wenn Rohr dies nicht vergönnt war, konnte er durch einen 4:1-Endspielerfolg gegen die Bayern mit der Amateurmeisterschaft zumindest den Gewinn eines nationalen Titels bejubeln. Anschließend blieb er ein elementarer Bestandteil der Mannschaft und war 1989 am Wiederaufstieg in die zweite Liga beteiligt. Vor allem aus beruflichen Gründen kehrte er Duisburg nach 89 Oberligapartien mit zwei Toren im selben Jahr den Rücken und zog sich damit kurz vor seinem 35. Geburtstag aus dem Fußball zurück.